# Neil Young
Neil Percival Kenneth Robert Ragland Young (Toronto, Ontario, 12 de novembre del 1945), més conegut amb el nom de Neil Young, és un músic i compositor canadenc, membre dels grups Buffalo Springfield i Crosby, Stills, Nash & Young.
La seva música es caracteritza per les pregones i personals lletres, el tret característic i personal que treu a la guitarra, i la singular tessitura vocal de tenor falset. Malgrat que també es fa acompanyar de diferents instruments com el piano i l'harmònica, el seu estil més inconfusible és quan empra el banjo rítmic o clawhammer i la guitarra acústica. També pels solos a la guitarra elèctrica el seu eix principal és un so rasguejat o, de vegades, net. Young ha experimentat amb un ample ventall d'estils musicals, música swing, jazz, rockabilly, blues i música electrònica; la seva dilatada carrera inclou dos dels estils més usats: folk-esque, rock acústic ("Heart of Gold", "Harvest Moon" and "Old Man") i guitarra elèctrica-recarregada rock dur (com "Cinnamon Girl", "Rockin' in the Free World" i "Hey Hey, My My (Into the Black)").
En anys més recents, Young ha adoptat elements de nous estils com Música industrial, country alternatiu i música grunge.
Young ha dirigit o codirigit pel·lícules sota el pseudònim de Bernard Shakey: Journey Through the Past (1973), Rust Never Sleeps (1979), Human Highway (1982), Greendale (2003), and CSNY Déjà Vu (2008). Ara està treballant en un documental sobre la tecnologia del cotxe elèctric, que, en un principi es titularà Linc/Volt. En aquest projecte s'ha condicionat un Lincoln Continental de l'any 1959 amb tecnologia de motor híbrid, amb el qual Young té previst viatjar fins a Washington, DC i demostrar als legisladors que la tecnologia és factible:
També és un defensor d'assumptes mediambientals i de petits pagesos, ha estat un dels fundadors del concert benèfic l'any 1985 per l'ajuda a la pagesia (Farm Aid), el 1986 va ajudar a fundar els concerts per The Bridge School, juntament amb la seva esposa Pegi (Young està molt conscienciat en aquest tema perquè dos dels seus fills tenen paràlisi cerebral i la seva filla és epilèptica, com també el seu pare)
Malgrat que els temes de les cançons de Young parlen sobre aspectes dels Estats Units, és ciutadà canadenc i no ha volgut mai renunciar a la seva ciutadania

## Biografia

### Els primers anys
Young va néixer a Toronto, Ontario, el seu pare era periodista esportiu i novel·lista Scott Young i sa mare, Edna Ragland (coneguda com a Rassy), era originària de Manitoba, però que es traslladà amb la seva família per cursar estudis de periodisme esportiu. La infantesa de Neil va ser al poble de Omemee al nord-est de Toronto.
A Young se li va diagnosticar diabetis quan era infant i un principi de poliomelitis a l'edat de 6 anys que li va deixar afeblida la part esquerra; encara camina amb una lleugera coixesa.
Els seus pares es divorciaren quan tenia 12 anys, i ell tornà amb sa mare i els avis materns a Winnipeg on va començar la seva carrera musical. Neil i la seva mare Rassy s'establiren en un suburbi obrer a Fort Rouge i el tímid i esquerp jove es matriculà a la 
Earl Grey Junior High School. Allà formà el seu primer grup the Jades i es trobà amb Ken Koblun amb el qual formaren el grup The Squires.
Mentre assistia a la Kelvin High School de Winnipeg, va tocar en diferents grups de rock. El primer grup estable de Young va ser the Squires, que van aconseguir un èxit local amb el tema "The Sultan". Young va deixar l'institut i va tocar a Fort William on van enregistrar algunes maquetes per a un productor anomenat Ray Dee, a qui Young deia "El Briggs original."
 Mentre a Thunder Bay, Young es trobà amb Stephen Stills. A la pel·lícula filmada el 2006 Heart of Gold Young narra com passava la seva adolescència a Falcon Lake, Manitoba sempre ficant monedes a les màquines de discos per escoltar el tema Four Strong Winds de Ian Tyson. Neil es va fer amic del músic Randy Bachman.
Després de deixar els Squires, Neil treballà en clubs de Winnipeg, on es trobà amb Joni Mitchell. Va escriure un dels seus primers temes que ja és un clàssic "Sugar Mountain" que tracta sobre la joventut perduda. Mitchell escrigué al "The Circle Game" com a resposta.
Alguns dels enregistraments efectuats a la seva etapa a Winnipeg s'han recopilat al Vol 1 de Neil Young's Archives (2009).
El 1965 Young va fer una gira pel Canadà actuant en solitari. El 1966, mentre era a Toronto, s'incorporà al grup de Rick James, Mynah Birds. El grup va aconseguir que el segell discogràfic Motown els enregistrés un disc, però un cop l'àlbum va ser enregistrat, James va ser arrestat per haver desertat de l'exèrcit. El grup es dissolgué. Young i el baixista Bruce Palmer anaren a Los Angeles. Young va admetre en una entrevista que va viure als Estats Units il·legalment fins que va aconseguir la targeta verda el 1970.

### Buffalo Springfield
Un cop van arribar a los Angeles, Young i Palmer formaren equip amb Stephen Stills, Richie Furay, i Dewey Martin. Una barreja de música folk, country, psicodèlia i rock amb les guitarres elèctriques de Stills i Young dugueren a Buffalo Springfield a un èxit remarcable, el seu primer enregistrament Buffalo Springfield (1967) que incloïa el tema de Still For What It's Worth que va ser un número u de vendes, gràcies també a l'harmonització de Young a la guitarra elèctrica.
Les desavenències en la manera de dirigir el grup i també per l'arrest i expulsió del país de Palmer van fer que les relacions fossin tibants i el grup es va dissoldre. Un segon àlbum Buffalo Springfield Again es va comercialitzar el 1967, però dues de les tres contribucions de Young eren solos que ja es van enregistrar a part de la resta del grup
En molts aspectes, aquestes tres cançons són la llavor del que serà el treball posterior de Young. Totes tres tenen les lletres característiques de l'estil de Young i, el que és més original, els arranjaments s'allunyen de la manera tradicional en la música folk. Mr Soul és l'única cançó que els membres van enregistrats tots junts. El tema Broken Arrow iniciarà una nova manera de fer música folk rock. Young intercala a cada vers fragments de so d'altres fonts. Així la cançó comença amb el soroll de Dewey Martin mastegant i cantant Mr. Soul i es tanca amb el batec d'un cor. "Expecting to Fly". La cançó és una esplèndida balada, Young va fer l'arranjament per les cordes que Jack Nitzsche, coproductor del tema, va qualificar de "pop simfònic".
Al maig del 1968 van acordar de separar-se, però com que havien firmat un contracte van haver de fer un darrer àlbum Last Time Around. Es va produir amb enregistraments fets a principis d'aquell any. Young va contribuir amb cançons com On the Way Home i I Am a Child. El 1997 el grup va tenir un lloc al museu de Rock and Roll Hall of Fame; Young no va aparèixer a la cerimònia.

### Actuacions en solitari i SCNY (Still, Crosby, Nash i Young)
Després de la ruptura amb Buffalo Springfield, Young signà un contracte en solitari amb Reprise Records, la seu del seu col·lega i amic Joni Mitchell, amb qui va compartir el que seria el seu representant fins ara, Elliot Roberts. Tot seguit Young i Robers van començar a treballar en el primer disc en solitari de Young Neil Young (Novembre 1968) el qual va rebre crítiques variades. En una entrevista el 1970 rebutjà l'àlbum perquè, segons ell "més que tocar, sobreactuava" la qual cosa no encaixava amb la seva constant recerca de l'espontaneïtat. Tanmateix alguns dels temes de l'àlbum encara Young els interpreta en els seus concerts, principalment "The Loner".
Per al següent àlbum Young va contractar tres músics d'un grup anomenat The Rockets: Danny Whitten a la guitarra, Billy Talbot al baix elèctric, and Ralph Molina a la bateria. Tots tres van anomenar-se Crazy Horse, el mateix nom que la figura història Crazy Horse. Everybody Knows This Is Nowhere (Maig 1969)es va enregistrar en dues setmanes, aquí s'hi troben les cançons més familiars de Young: "Cinnamon Girl","Cowgirl in the Sand" i "Down by the River"; són característics els llargs solos de guitarra de Young. Totes tres cançons es van escriure el mateix dia quan es trobava convalescent al llit amb 
40º de febre.
Young poc després es va reunir amb Stephen Stills per formar Crosby, Stills, & Nash, que ja havien publicat un àlbum com a trio. A Young li van oferir d'ésser una figura convidada al grup, però només va acceptar si ho era de ple dret. El grup -que va guanyar els premis Grammy el 1969- va ésser reanomenat Crosby, Stills, Nash & Young. El quartet va estrenar-se a Chicago el 16 d'agost del 1969, i més tard actuaren al famós Woodstock Festival durant l'actuació Young va prohibir que se'l filmés mentre tocava la guitarra elèctrica, va dir al càmera "Si algun fotut de vosaltres s'atansa el ben fotré amb un bon cop amb la meva guitarra".
Mentre enregistraven el seu primer àlbum Déjà Vu, els músics sovint es discutien, principalment Young i Stills perquè tots dos volien manar. Stills s'ha passat la seva vida criticant a Young, perquè "ha volgut tocar música folk en un grup de rock". Malgrat la tensió, tots quatre van formar un grup molt creatiu i va contribuir moltíssim als èxits en solitari de Young.
El tema "Ohio" es va escriute inspirant-se en la massacre a l'estat Kent el 4 de maig de 1970, detonant de les manifestacions contra la guerra dels anys 70. Ràpidament el tema va ésser enregistrat i es comercialitzà en format senzill, tot i que el tema "Teach Your Children" estava pujant en els índexs d'audiència. Molts creuen que el llançament comercial de "Ohio" va impedir que "Teach Your Children" arribés als màxims d'audiència. Durant els disturbis de la Plaça Tiananmen, Young va dedicar el tema "Ohio" als estudiants que moriren en la massacre.
Al mateix any, Young va llençar el seu tercer àlbum en solitari 
After the Gold Rush (1970) en el qual hi actuaven també Nils Lofgren, Stephen Stills. Algunes de les pistes estan enregistrades amb Crazy Horse. Gràcies al seu èxit amb CSNY, l'àlbum va vendre's molt bé. Alguns dels temes fan referència a la lluita mediambiental, a la condemna del racisme en Southern Man. Un tema, "Alabama", motivà al grup 
Lynyrd Skynyrd ha escriure el tema Sweet Home Alabama en el qual se critica la lletra de Young.
Separats els CSNY i el grup Crazy Horse enregistrant el seu propi disc, Young comença l'any 1971 tot sol una gira titulada "Journey Through the Past." Després contracta un nou grup músics d'estudi als qui va batejar com 
The Stray Gators, per enregistrar el material que havia estrenat durant la gira per a l'àlbum Harvest (1972). Harvest va ésser un èxit rotund i "Heart of Gold" va esdevenir el single número u en vendes; l'únic núm.1 que Young va aconseguir en tota la seva carrera.
Un altre notable tema va ser "The Needle and the Damage Done,", un lament
inspirat en part per l'ús de l'heroina que en feia el membre de Crazy Horse 
Danny Whitten, el qual va morir de sobredosi.
L'èxit de l'àlbum va agafar Young fora de joc, i el primer instint va ser defugir de la fama. En unes notes manuscrites Young va descriure 
"Heart of Gold" com una cançó que "em va posar en el mig de la carretera. Era tan pesat trobar-s'hi que vaig donar un cop de volant cap al voral. Un cop brusc, però m'hi vaig trobar amb gent més interessant".
Al 8 de setembre del 1972, l'actriu Carrie Snodgress, amb qui Young vivia, va tenir un fill d'ell, Zeke, un nen al qual li van diagnosticar paràlisi cerebral. Young es va enamorar de Snodgress després de veure-la en una pel·lícula Diary of a Mad Housewife i que inspirà un tema de Young "A Man Needs a Maid", uns versos del tema diuen "Em vaig enamorar d'una actriu/ vaig entendre el que representava".

## Discografia

### En solitari
| Àlbums d'estudi - Neil Young (1968) - Everybody Knows This Is Nowhere (1969) - After the Gold Rush (1970) - Harvest (1972) - On the Beach (1974) - Tonight's the Night (1975) - Zuma (1975) - Long May You Run (1976) - American Stars 'n Bars (1977) - Comes a Time (1978) - Rust Never Sleeps (1979) - Hawks & Doves (1980) - Re-ac-tor (1981) - Trans (1982) - Everybody's Rockin' (1983) - Old Ways (1985) - Landing on Water (1986) - Life (1987) - This Note's for You (1988) - Eldorado (1989) | - Freedom (1989) - Ragged Glory (1990) - Harvest Moon (1992) - Sleeps with Angels (1994) - Mirror Ball (1995) - Broken Arrow (1996) - Silver & Gold (2000) - Are You Passionate? (2002) - Greendale (2003) - Prairie Wind (2005) - Living with War (2006) - Living with War: "In the Beginning" (2006) - Chrome Dreams II (2007) - Fork in the Road (2009) - Le Noise (2010) - Americana (2012) - Psychedelic Pill (2012) - A Letter Home (2014) [àlbum de represes de Bruce Springsteen, Bob Dylan, Willie Nelson i altres] - Storytone (2014) - The Monsanto Years (2015) - Earth (2016) - Peace Trail (2016) - The Visitor (2017) - The Hitchhiker (2017) - Colorado (2019) - Homegrown (2020) - The Times EP (2020) - Barn (2021) | Àlbums en directe - Time Fades Away (1973) - Live Rust (1979) - Way down in the rust bucket (1990) - Weld (1991) - Arc (1991) - Unplugged (1993) - Year of the Horse (1997) - Road Rock Vol. 1 (2000) Recopilatoris - Decade (1977) - Lucky Thirteen (1993) - Greatest Hits (2004) Bandes sonores - Journey Through the Past (1972) - Where the Buffalo Roam (1980) - Philadelphia (1994) - Dead Man (1996) |

### Amb Crosby, Stills, Nash & Young
- Déjà Vu (1970)
- 4 Way Street (1971), en directe
- American Dream (1988)
- Looking Forward (1999)

### Amb Buffalo Springfield
- Buffalo Springfield (1966)
- Buffalo Springfield Again (1967)
- Last Time Around (1968)

### Altres
- Storytone (2014) (àlbum enregistrat amb diferents formacions orquestrals i cor de 92 a 60 membres i una big band)[22]

## Filmografia
Neil Young també ha fet incursions al món del cinema, com ara a Amor perseguit, d'Alan Rudolph (1990), i a Dead Man (1995) i L'any del cavall (1997), ambdues de Jim Jarmusch.